# Gadegundiyellapur, Hangal
Gadegundiyellapur là một làng thuộc tehsil Hangal, huyện Haveri, bang Karnataka, Ấn Độ.